# Castell de Fluvià
El Castell de Fluvià o Castell de Palau és una construcció del municipi de Sant Esteve de Palautordera (Vallès Oriental) declarada bé cultural d'interès nacional.

## Descripció

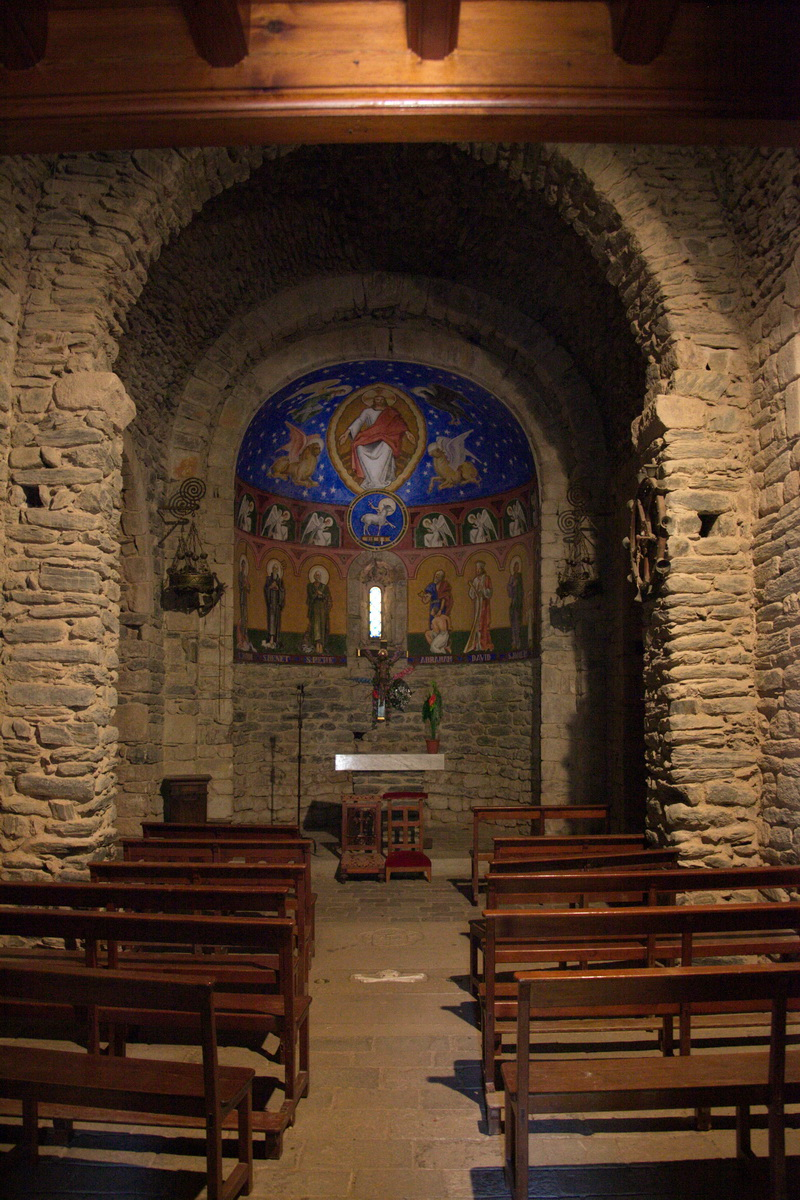
Capella de Sant Cebrià i Santa Justina

El castell de Fluvià era una domus o casa forta aloera coneguda com a «Casa de Palau», de Sant Cebrià o de Sant Corneli. Al segle xviii fou totalment transformada en una masia senyorial: del primitiu castell només en resta la capella dedicada a Sant Cebrià que és d'estil llombard, amb planta de creu llatina d'una sola nau i absis trevolat. L'any 1966 en fou recuperada una torre, que restava immersa en el calç de la façana.

## Història
Està documentada l'any 1154, quan era habitada per la família Palau. Pertanyia a la jurisdicció del castell de Montclús; d'ella en depenia la quadra de Campins. Aquest fet provocà diverses discòrdies entre el vescomte Bernat III de Cabrera, senyor de Montclús, i Pere de Palau, les quals finiren en un document de concòrdia realitzat l'any 1345.
El 1360 la casa passà a la seva filla Blanca, casada amb Ramon de Blanes. El 1373 adquirí el domini llur filla, casada amb Antoni de Torrelles. Aquesta família en tingué la propietat fins al 1425, que passà a Agnès de Torrelles, que estava casada amb Joan de Fluvià. Els Fluvià en seran propietaris fins a l'extinció del llinatge el 1837. Durant la Guerra dels Segadors, el 1r de febrer de 1640, les tropes castellanes van assassinar diverses persones en el castell, entre les quals hi havia Antoni de Fluvià-Torrelles, senyor del castell. Això fou recordat en la cançó popular dels Segadors: «Mataren un cavaller / a la porta de l'església / Don Anton de Fluvià / i els àngels li fan gran festa».
Al segle xviii el castell fou transformat en una masia senyorial. L'any 1966 va ser restaurada i actualment funciona com a granja-escola i casa de turisme rural.